# Uvariopsis dicaprio
Uvariopsis dicaprio, vrsta zimzelenog drveta, otkrivenog i opisanopg 2022 godine u Kamerunu, klasificirano porodici Annonaceae. Doseže oko 13 stopa visine i ima sjajno, žutozeleno lišće koje raste u grozdovima duž debla. 
Ova kritično jugrožena vrsta ime je dobila po glumcu i glasnom aktivistu Leonardu DiCapriu, za pomoć u spašavanju tropske Ebo šume, jedinom domu ove biljke, što je izkjavio Chen Ly za New Scientist.

## Vanjske poveznice
- Uvariopsis dicaprio (Annonaceae) a new tree species...